# Robert Michael Ballantyne

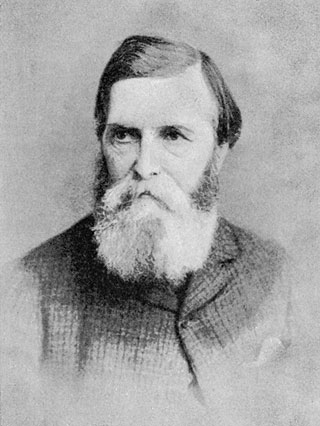
Robert Michael Ballantyne ca 1890.

Robert Michael Ballantyne, född 24 april 1825 i Edinburgh i Skottland, död 8 februari 1894 i Rom i Italien, var en skotsk författare av ungdomsböcker. Han är bland annat känd för Korallön (The Coral Island), en robinsonad med en optimistisk och enligt vissa naiv grundton; William Goldings Flugornas herre skrevs som en direkt replik mot denna.

## Böcker på svenska
- I vildmarken: skildringar ur indianernas och pelshandlarnes lif i Nordamerika (anonym översättning?, Ålander, 1882) (Away in the wilderness, or life among the Red Indians and fur-traders of North America)
- Kapten Cooks äfventyr på söderhafsfärder (översättning B. Strömberg, Bokförlagsaktiebolaget, 1889)
- Buffeljägarne: berättelse från Röda flodens prairier (översättning Mathilda Langlet, Geber, 1892)
- Martin Rattler eller en gosses äfventyr i Brasiliens skogar (översättning Ebba Nordenadler, Beijer, 1906)
- Gorillajägarna (översättning Hanny Flygare, Norstedt, 1911) (The gorilla hunters)
- Bland trappers och rödskinn (översättning Axel Kerfve, B. Wahlström, 1916)
- Ned Sintons äventyr (översättning G. Wåhlstedt, B. Wahlström, 1918)
- Korallön (översättning Oscar Nachman, B. Wahlström, 1925) (The coral island)
- Korallön (övers. och bearb. av Eva Håkanson, Natur och kultur, 1956) (The coral island)
- Korallön (anonym översättning?, Niloé, 1959) (The coral island)
- Korallön (översättning Erik Löfroth, B. Wahlström, 1975) (The coral island)
- Jätte-gorillan anfaller (översättning Hans Carlberg, B. Wahlström, 1977) (The gorilla hunters)